# Lakewood Cultural Center

Lakewood Cultural Center är en 3 500 kvadratmeter stor teater- och konstanläggning som ligger i Lakewood, Colorado. Den öppnades under hösten 2000.
Den innehåller bland annat ett auditorium med 310 platser, galleriutrymme, presentbutik och klassrum. Byggnaden är designad för konst och kultur, men även för allmänhetens skull.
Anläggningen erbjuder speciella evenemang som framträdanden och utställningar av nationellt och internationellt kända konstnärer, men även av till exempel lokala konstnärer och skolor.